# Entella Foot-Ball Club 1933-1934
Questa voce raccoglie le informazioni riguardanti l'Entella Foot-Ball Club nelle competizioni ufficiali della stagione 1933-1934.

## Stagione
Nella stagione 1933-1934 l'Entella disputò il campionato di Prima Divisione, raggiungendo il 4º posto nel Girone E.

## Divise
| Prima divisa |

## Rosa
| N. |                   | Ruolo | Calciatore       |
| -- | ----------------- | ----- | ---------------- |
|    | Italia (bandiera) |       | Basso            |
|    | Italia (bandiera) |       | Bertolotto       |
|    | Italia (bandiera) |       | Besagno          |
|    | Italia (bandiera) |       | Boero            |
|    | Italia (bandiera) |       | Mario Bossarelli |
|    | Italia (bandiera) |       | Giovanni Canale  |
|    | Italia (bandiera) |       | Copello          |
|    | Italia (bandiera) |       | Curotto          |
|    | Italia (bandiera) |       | Devoto           |
|    | Italia (bandiera) |       | Fermo Foppiano   |
|    | Italia (bandiera) |       | Beppino Gatti    |

| N. |                   | Ruolo | Calciatore         |
| -- | ----------------- | ----- | ------------------ |
|    | Italia (bandiera) |       | Giovanni Ghio      |
|    | Italia (bandiera) |       | Rodolfo Martinetto |
|    | Italia (bandiera) |       | Neri               |
|    | Italia (bandiera) |       | Porta              |
|    | Italia (bandiera) |       | Mario Rivarola     |
|    | Italia (bandiera) |       | Scelti             |
|    | Italia (bandiera) |       | Sperandio          |
|    | Italia (bandiera) |       | Stagnaro           |
|    | Italia (bandiera) |       | Vandanese          |
|    | Italia (bandiera) |       | Tullio Zanacchi    |